# SV Diesenbach
Der SV Diesenbach e.V. 1976 ist ein Sportverein im Landkreis Regensburg mit etwa 700 Mitgliedern. Wie viele klassische Sportvereine ist er in mehrere Unterabteilungen gegliedert. Die derzeit 7 Sparten beinhalten folgende Sportarten: Eisstock, Fitness, Fußball, Karate, Kinderturnen, Cheerleading und Tischtennis. Erster Vorsitzender war Kurt Eberl. Von 2019 - April 2025 wurde der Verein von Claudia Weigert, Sandra Aichner und Sebastian Wolf geführt.
Die neue Vereinsleitung besteht aus Andreas Lauter und Sandra Aichner. 
Für das Jahr 2026 ist ein Jubiläumsfest im Juni geplant.

## Eisstock
Die Stockabteilung wurde am 10. Januar 1986 in der Sportgaststätte Diesenbach gegründet. Erster Abteilungsleiter war Hans Pirzer. Die größten Erfolge waren die beiden Aufstiege in die 2. Bundesliga Süd in den Saisons 2011/2012 und 2016/2017. Die Stockabteilung veranstaltet Turniere, bei denen auch Teams der 1. Bundesliga teilnehmen.